# La vendetta della Pantera Rosa
La vendetta della pantera rosa (The Revenge of the Pink Panther) è un film del 1978 diretto da Blake Edwards.

## Trama
Un uomo d'affari/mafioso francese di nome Philippe Douvier sta facendo un accordo con la mafia di New York per un'operazione multimilionaria di contrabbando di droga. I gangster sospettano che Douvier sia troppo vecchio e non più abbastanza forte per gestire il traffico. Douvier tenta quindi di dimostrare la sua forza assassinando l'ispettore capo Clouseau.
Il tentativo di Douvier di far saltare in aria Clouseau con una bomba fallisce, e il successivo tentativo di un artista marziale cinese chiamato Mr. Chong viene sventato quando Clouseau lo fa cadere accidentalmente da una finestra, credendo che fosse il suo cameriere Cato, che ha l'ordine di tenere all'erta il suo datore di lavoro mediante attacchi casuali. Quella notte, Douvier chiama in modo anonimo Clouseau e si finge un informatore per dirgli dove si trova un importante criminale coinvolto nella mafia francese. Nonostante sia stato avvertito da Cato, Clouseau si dirige verso il luogo, ma la sua auto e i suoi vestiti vengono rubati a mano armata da un criminale travestito di nome Claude Russo. Russo guida nella trappola e viene ucciso dagli uomini di Douvier. Successivamente, la maggior parte delle persone crede che Clouseau sia morto.
Come risultato di questa ipotesi, l'ex commissario Charles Dreyfus, è ritenuto sano di mente e deve essere rilasciato dal manicomio locale per cercare di risolvere il caso, mentre i piani di Douvier continuano.
Nei panni di Russo, Clouseau viene portato al manicomio, ma fugge nella stanza di Dreyfus nascondendosi in un armadio. Dreyfus sviene alla vista di Clouseau, che credeva morto, al che Clouseau si traveste da Dreyfus e viene portato a casa in macchina dall'agente François.
A casa, Clouseau trova Cato, che (nonostante abbia trasformato l'appartamento di Clouseau in un bordello a tema cinese) è sollevato nel vederlo vivo. Dopo aver placato la rabbia iniziale di Clouseau nei confronti di Cato, i due pianificano la loro vendetta sulla persona che ha ordinato l'assassinio di Clouseau, approfittando della convinzione che Clouseau sia morto per condurre le loro indagini.
Dreyfus, portato a credere che l'uomo che ha visto fosse Claude Russo, è incaricato di leggere un elogio funebre al funerale di Clouseau. Le sue obiezioni vengono scavalcate dalla necessità politica quando si scopre che il discorso è stato composto dalla moglie del capo della polizia, che a quanto pare è in grado di licenziare Dreyfus se si rifiuta di recitare l'elogio funebre. Durante il funerale, Dreyfus non è in grado di controllare la sua risata alle affermazioni che è obbligato a dire, ma nasconde il suo divertimento dando l'impressione che stia piangendo piuttosto che ridere. Quando Clouseau si rivela furtivamente tra gli assistenti del funerale, Dreyfus sviene nella fossa funeraria pochi istanti prima che il cerimoniere completi la sua orazione.
Poco dopo che sua moglie lo ha minacciato di divorzio, Douvier, avendo bisogno della sua rispettabilità e del suo silenzio riguardo ai suoi crimini, dice alla sua segretaria/amante Simone LeGree che la loro relazione deve finire. Arrabbiata, Simone si precipita fuori dall'ufficio di Douvier, dando l'impressione di poter ricattare Douvier. Douvier dà quindi l'ordine di far uccidere Simone in una discoteca chiamata Le Club Phut.
Dopo essere stato informato da un informatore della possibilità di problemi al nightclub, Clouseau e Cato indagano e salvano accidentalmente Simone dall'essere assassinata dai sicari di Douvier. Clouseau e Cato sono separati, perché Simone non si è accorta di Cato ed è ansiosa di portare a casa Clouseau (che lei considera il suo salvatore). Nell'appartamento di Simone, Clouseau le dice che lui è l'ispettore capo creduto morto; sebbene Simone lo neghi - entrambi sono più che leggermente ubriachi - alla fine la convince della verità, spingendola a rivelare che Douvier ha ordinato l'assassinio di Clouseau come parte del suo tentativo di impressionare il Padrino americano. Quando gli assassini entrano, dopo averli rintracciati, Clouseau e Simone scappano nell'appartamento sottostante, dove abita Dreyfus.
Clouseau, Cato e Simone si recano a Hong Kong su un jet Cathay Pacific Lockheed Tristar. Travestito da cinese arcaico sotto il nome di "Mr. Low Key", Clouseau insieme a Cato e Simone seguono Douvier a Hong Kong, ignari che anche Dreyfus stia cercando Douvier.
Clouseau impersona Scallini mentre Simone distrae il vero Scallini, in modo che Clouseau possa scoprire i piani di Douvier. Ci riesce, ma il piano va storto quando il travestimento di Clouseau viene scoperto. Inizia un inseguimento automobilistico, che termina con un incidente. Qui, Dreyfus riconosce Clouseau, perde di nuovo la ragione e cerca di ucciderlo con un revolver di servizio, inseguendolo in un magazzino di fuochi d'artificio. Lì, Clouseau sfugge a Dreyfus, che quando cerca di dargli la caccia accende i fuochi d'artificio. Le esplosioni risultanti a loro volta innescano uno scontro a fuoco caotico tra tutti i personaggi. Ciò porta agli arresti di Douvier e Scallini. Clouseau viene premiato per il loro arresto dal presidente della Francia. Successivamente, lui e Simone trascorrono una serata insieme e parlano delle loro storie.

## Produzione
Dopo che la United Artists trascorse tre mesi in anteprime e montaggio continuo del precedente film La Pantera Rosa sfida l'ispettore Clouseau (secondo Daily Variety nel 1976), Edwards decise che avrebbe cercato di salvare tutto il materiale umoristico rimasto fuori dal precedente capitolo. Egli suggerì che La vendetta della Pantera Rosa  dovesse essere composto principalmente da queste scene tagliate e che lui avrebbe scritto e girato nuove scene attorno ad esse con Sellers e compagnia. I finanziatori del film si opposero a questo e insistettero sul fatto che La vendetta fosse composto interamente da scene girate ex novo.
I titoli di testa animati del film furono realizzati dallo studio DePatie-Freleng Enterprises, che si era occupato dei titoli di testa dei film della serie della Pantera Rosa fin dal primo del 1963.
Il film fu girato tra Francia, Inghilterra e Hong Kong (con alcune scene girate all'hotel The Excelsior).
Nel film si ha la prima apparizione di Graham Stark nel ruolo di Auguste Palles. Lo interpretò ancora ne Il figlio della Pantera Rosa (1993).

## Distribuzione
Il film ebbe la sua prima mondiale all'Odeon Leicester Square di Londra, il 13 luglio 1978.